# Szczególny dzień
Szczególny dzień (wł. Una giornata particolare) – włosko-kanadyjski melodramat z 1977 roku w reżyserii Ettorego Scoli. Zdjęcia kręcono w Rzymie.
Film porusza temat ról płciowych, faszyzmu oraz prześladowania osób homoseksualnych w czasach rządów Benito Mussoliniego.

## Opis fabuły
W latach 30. we Włoszech, tuż przed spotkaniem Adolfa Hitlera i Benito Mussoliniego, aktywizują się organizacje faszystowskie. Niewiele osób zostaje w domach, wśród nich gospodyni domowa Antonietta i homoseksualista Gabriele, który został zwolniony z pracy. Obydwoje spędzają ten dzień w bardzo szczególny sposób, wśród uprzejmości i niedopowiedzeń, pozwalając sobie na przelotne chwile pokoju, zanim rozpocznie się wojenna rzeź.

## Obsada
- Sophia Loren – Antonietta
- Marcello Mastroianni – Gabriele
- John Vernon – Emanuele, mąż Antonietty
- Françoise Berd – Caretaker
- Patrizia Basso – Romana
- Tiziano De Persio – Arnaldo
- Maurizio Di Paolantonio – Fabio
- Antonio Garibaldi – Littorio
- Vittorio Guerrieri – Umberto
- Alessandra Mussolini – Maria Luisa

i inni